# Swamp Thing (serial telewizyjny 2019)
Swamp Thing – amerykański internetowy serial (dramat, science fiction, horror) wyprodukowany przez  Big Shoe Productions, Inc., Atomic Monster Productions, DC Entertainment oraz Warner Bros. Television, który jest luźną adaptacją komiksów Sagi o potworze z bagien autorstwa Lena Weina i  Berniego Wrightsona. Serial jest udostępniony od 31 maja 2019 roku na platformie DC Universe.
Na początku czerwca 2019 roku platforma DC Universe ogłosiła anulowanie serialu po jednym sezonie.
W Polsce serial jest emitowany od 19 stycznia 2020 roku przez HBO

## Fabuła
Serial opowiada o Abby Arcane, która zostaje wysłana do Houma w Luizjanie, gdzie panuje dziwny wirus pochodzący z bagien. Kobieta współpracuje z Alekiem Hollandem, który ginie w dziwnych okolicznościach na bagnach. Abby odkrywa pewien sekret, którym jest przerażona.

## Obsada

### Obsada główna
- Crystal Reed jako Abigail „Abby” Arcane[4]
- Virginia Madsen jako Maria Sunderland[5]
- Andy Bean i Derek Mears jako Alec Holland / Swamp Thing[6]
- Henderson Wade jako Matt Cable[7]
- Maria Sten jako Liz Tremayne[8]
- Jeryl Prescott jako Nimue Inwudu / Xanadu[9]
- Jennifer Beals jako Lucilia Cable[10]
- Will Patton jako Avery Sunderland[11]
- Kevin Durand jako Jason Woodrue[12]

### Obsada drugoplanowa
- Leonardo Nam jako Harlan Edwards
- Ian Ziering jako Daniel Cassidy / Blue Devil[13]
- Elle Graham jako Susie Coyle
- Given Sharp jako Shawna Sunderland
- Al Mitchell jako Delroy Tremayne

## Odcinki
| #  | Tytuł                        | Reżyseria        | Scenariusz                                    | Premiera (DC Universe) | Premiera (HBO)   |
| -- | ---------------------------- | ---------------- | --------------------------------------------- | ---------------------- | ---------------- |
| 1  | Pilot                        | Len Wiseman      | Gary Dauberman, Mark Verheiden                | 31 maja 2019           | 19 stycznia 2020 |
| 2  | Worlds Apart                 | Len Wiseman      | Mark Verheiden, Doris Egan                    | 7 czerwca 2019         | 26 stycznia 2020 |
| 3  | He Speaks                    | Deran Sarafian   | Rob Fresco                                    | 14 czerwca 2019        | 2 lutego 2020    |
| 4  | Darkness on the Edge of Town | Carol Banker     | Erin Maher & Kay Reindl                       | 21 czerwca 2019        | 9 lutego 2020    |
| 5  | Drive All Night              | Greg Beeman      | Franklin Rho                                  | 28 czerwca 2019        | 16 lutego 2020   |
| 6  | The Price You Pay            | Toa Fraser       | Tania Lotia                                   | 5 lipca 2019           | 23 lutego 2020   |
| 7  | Brilliant Disguise           | Alexis Ostrander | Andrew Preston, Rob Fresco                    | 12 lipca 2019          | 1 marca 2020     |
| 8  | Long Walk Home               | E.L. Katz        | Doris Egan                                    | 19 lipca 2019          | 8 marca 2020     |
| 9  | The Anatomy Lesson           | Michael Goi      | Mark Verheiden, Noah Griffith, Daniel Stewart | 26 lipca 2019          | 15 marca 2020    |
| 10 | Loose Ends                   | Deran Sarafian   | Erin Maher, Kay Reindl, Rob Fresco            | 2 sierpnia 2019        | 22 marca 2020    |

## Produkcja
2 maja 2018 roku Warner Bros. Television i DC Entertainment ogłosiły zamówienie serialu na podstawie komiksów.
We wrześniu 2018 roku poinformowano, że do obsady dołączyli: Crystal Reed jako Abigail „Abby” Arcane, Maria Sten jako Liz Tremayne oraz Jennifer Beals jako Lucilia Cable.
Pod koniec października 2018 roku ogłoszono, że rolę Nimue Inwudu / Xanadu zagra Jeryl Prescott. W kolejnym miesiącu obsada serialu powiększyła się o: Hendersona Wadea, Andiego Beana, Virginie Madsena, Kevina Duranda oraz Willa Pattona.
W grudniu 2018 roku poinformowano, że Ian Ziering otrzymał rolę jako Daniel Cassidy / Blue Devil.